# 湘潭县第五中学
湘潭县第五中学，简称湘潭县五中，创办于1956年，1991年搬至湘潭县中路铺镇凤形村，毗邻107国道，占地面积130余亩，其中建筑面积39,000平方米。学校先后被评为“湘潭县明星学校”、湘潭市“园林式”单位、“绿色学校”、“湘潭市重点中学”、“湖南省示范性高级中学”。校训為「厚德笃学、格物致知」。